# Zs. Vincze Zsuzsa
Zs. Vincze Zsuzsa, hivatalos neve: Zsuráfszkyné Vincze Zsuzsanna (?–) Kossuth-díjas magyar koreográfus, dramaturg, jelmeztervező, a Magyar Nemzeti Táncegyüttes szakmai vezetője.

## Életpályája
Kisgyerekkora óta balettozott, általános iskolás korában kezdett táncolni. Pécsett a Janus Pannonius Gimnázium és Szakközépiskolában érettségizett és szerzett óvónői diplomát. Pécsről felkerülve az Eötvös Loránd Tudományegyetem Bölcsészkarának néprajz- magyar nyelv és irodalom szakán szerzett diplomát, diplomamunkájában a nyugati székelység tánckultúráját vizsgálta.
Táncolt a Bartók-együttesben Timár Sándor tanítványaként, és az első országos táncházvezető tanfolyam elvégzése után, már az 1970-es évek végétől, az elsők között tanított rendszeresen autentikus néptáncot és éneket az első budapesti táncházakban a Muzsikás együttessel. Szakmai pályáját 1984 és 1991 között a Párhuzam csoportban, későbbi nevén Kodály Kamara Táncegyüttesben kezdte, ez idő alatt nyerte el a Népművészet Ifjú Mestere címet. A nyolcvanas évek közepén kötelezte el magát végleg a hivatásos néptáncos pálya mellett; férje, Zsuráfszky Zoltán Kossuth- díjas koreográfus közvetlen munkatársaként.1991 és 2007 között a Budapest Táncegyüttesben táncos szólista, tánckarvezető. 2007-től a Honvéd Együttes keretében működő Magyar Nemzeti Táncegyüttes tánckarvezetője, művészeti főmunkatársa,majd 2012-től az együttes szakmai vezetője, koreográfusa. Több alkalommal tanított az Egyesült Államokban, Kanadában, Japánban, Európa számos országában csakúgy, mint Ausztráliában. Forgatókönyvíró- dramaturg, koreográfus, de jelmeztervezőként is tevékenykedik. A Magyar Tudományos Akadémia társadalmi gyűjtőjeként, táncgyűjtéseken és néprajzi gyűjtéseken vett részt számos alkalommal Magyarországon és Erdélyben. 
A Magyar Nemzeti Táncegyüttesben végzett pedagógusi, koreográfusi és vezetői munkája mellett, több, mint húsz éve ír rendszeresen forgatókönyveket, szövegkönyveket, librettókat táncjátékokhoz, színpadi darabokhoz. Ezek összefoglalása a műfaji kuriózumnak számító Tánc-szín-játék című könyve, amely forgatókönyveinek gyűjteményeként jelent meg 2021-ben. A könyv, a több évtizedes alkotói munka lenyomataként olyan történelmi táncjátékok, táncdrámák, mesejátékok és tánc-színjátékok forgatókönyvét, szövegkönyvét, illetve librettóit tartalmazza, amelyek nyomán kivételes, a népi hagyományainkat komplexen felölelő előadások születtek. A kiadványban a magyar folklór formanyelvén született nagyszabású nemzeti táncjátékok és az ifjúságnak szóló szokásműsorok mellett számos mesejáték forgatókönyve, szövegkönyve is megtalálható, hiszen alkotójuk számára mindig is kiemelkedően fontos volt a gyermekek identitástudatának erősítése, a nemzethez tartozás felemelő érzésének megismertetése. 
Az általa színpadra írt táncjátékok, tematikus táncelőadások, nagyszabású, történelmi táncprodukciók (pl. Benyovszky, Székely Dózsa György, A Tenkes kapitánya, Kiegyezés/150, Éljen Petőfi!), olyan monumentális és jelentős helyszíneken kerültek bemutatásra, mint a Szegedi Szabadtéri Játékok, a Művészetek Palotája, vagy a Nemzeti Táncszínház, s amelyeket hosszú éveken keresztül, nézők tízezrei előtt játszottak itthon és a határainkon túl egyaránt. Ifjúsági és gyerekdarabjai, népszokás műsorai, mint például a Táncoló tavasz, Téli tánc, Tündérmese, Csipkerózsika, Sárkánymese, Mátyás a világ királya, mind nagy sikerrel játszott műsorok, több száz előadást értek meg, nagyon sok fiatallal ismertették és szerettették meg népi hagyományainkat, s hívták fel a figyelmet közös kulturális örökségünk megbecsülésére. 
A Magyar Nemzeti Táncegyüttes és a Honvéd Férfikar legemblematikusabb közös produkciója a A hűtlen feleség című bűnügyi táncdráma, amelynek forgatókönyvírója, társrendezője és jelmeztervezője is egyben, csakúgy, mint a 2023- ban, a Művészetek palotájában bemutatott Végvárak, vitézek című, a Koppányi aga testamentuma regény ihletésére készült produkciónak. Életét áthatja a magyar folklór és a magyar népművészet iránti szeretet és elkötelezettség.
Az országban egyedülálló az a hatalmas eredeti viseletgyűjtemény, amelyet néprajzosként és a hagyományos népi viseletek szakértőjeként, az ő irányításával sikerült létrehozni a Magyar Nemzeti Táncegyüttes jelmeztárában
Férje és egyben közvetlen munkatársa, Zsuráfszky Zoltán Kossuth-díjas, kiváló művész. Négy gyermekük van.

## Díjai
- Népművészet Ifjú Mestere díj (1984)[4]
- A Magyar Érdemrend lovagkeresztje (2014)[5]
- Harangozó Gyula-díj (2016)[6][7]
- Magyarország Érdemes Művésze díj (2020)[8][9]
- Kossuth-díj (2024)[10]

## Munkái
Az elmúlt másfél évtizedben az alábbi jelentősebb produkciók színpadra állításában közreműködött, mint forgatókönyvíró- dramaturg, illetve koreográfus:
- Csipkerózsika – zenés-táncos mesejáték (forgatókönyvíró)
- Boldog Emberek –tematikus táncműsor Móricz művek alapján (dramaturg, koreográfus)
- Tündérmese – zenés-táncos mesejáték (forgatókönyvíró, dramaturg)
- Boldogasszony vendégség – Szegedi Szabadtéri Játékok (forgatókönyvíró- dramaturg)
- Monarchia – Népek tánczai” táncszínházi produkció (koreográfus)
- Csárdás a kelet tangója (koreográfus)
- Benyovszky – táncjáték Benyovszky Móric életéről Szegedi Szabadtéri Játékok (forgatókönyvíró-dramaturg)
- Ballada – A halálra táncoltatott leány – táncjáték (forgatókönyvíró)
- Drakula utolsó tánca – táncjáték felnőtteknek (forgatókönyvíró, dramaturg, jelmeztervező)
- A Tenkes kapitánya – zenés, kalandos táncjáték, Müpa (Színpadi átirat: forgatókönyvíró- dramaturg)
- Dózsa – Tánckrónika Dózsa György tetteiről – Szegedi Szabadtéri Játékok (forgatókönyvíró, dramaturg)
- Folklór-kalendárium I. – Táncoló tavasz (forgatókönyvíró, koreográfus)
- Folklór-kalendárium II. – Téli tánc (forgatókönyvíró, koreográfus)
- Sárkánymese – táncmese gyerekeknek (forgatókönyvíró, rendező- koreográfus)
- Körhinta – Nemzeti Színház (színpadi változat: forgatókönyvíró-dramaturg)
- Csíksomlyói Passió – Nemzeti Színház (táncdramaturg, néprajzi szakértő)
- Egri Csillagok – Nemzeti Színház (táncdramaturg, jelmeztervező)
- Kiegyezés/150 – táncszínházi előadás (forgatókönyvíró, koreográfus)
- Ballare – Inspirációk Arany-balladákra (jelmeztervező, koreográfus)
- Magyar hősök, csaták és szerelmek (jelmeztervező, koreográfus, a rendező munkatársa)
- Hullámzó világ: A szögedi nemzet (forgatókönyvíró, dramaturg, jelmeztervező, koreográfus)
- Mátyás, a világ királya (forgatókönyvíró, társrendező)
- Betyárvilág – tánc-szín-játék (forgatókönyvíró, jelmeztervező, társrendező)
- Táncköltészet (társrendező-koreográfus)
- A hűtlen feleség - bűnügyi táncdráma (forgatókönyvíró, jelmeztervező, társrendező)
- Éljen Petőfi!  - táncszínjáték (forgatókönyvíró, dramaturg, jelmeztervező, társrendező-koreográfus)
- Végvárak, vitézek (forgatókönyvíró, dramaturg, jelmeztervező, társrendező-koreográfus)
- Farsangvasárnap  - karnevál a Müpában (társrendező-koreográfus)